# Gneo Fulvio Centumalo Massimo
Gneo Fulvio Centumalo Massimo (in latino Cneus Fulvius Centumalus Maximus; III secolo a.C. – Erdonia, 210 a.C.) è stato un politico romano, console.

## Biografia
Probabilmente fu figlio di Gneo Fulvio Centumalo. Fu edile curule dal 215 a.C. (?). Eletto pretore mentre era ancora in carica (inizi del 213 a.C.), ed organizzò come edile i ludi scenici che durarono per la prima volta quattro giorni. Gli fu quindi affidata l'armata che era posizionata a Suessula ed ebbe il comando di due legioni.
Fu eletto console nel 211 a.C. con Publio Sulpicio Galba Massimo; Fulvio Centumalo, insieme all'altro console, Sulpicio Galba, una volta assunta la carica alle idi di marzo, convocarono il senato in Campidoglio per consultarlo sugli affari politici, sulla condotta della guerra e riguardo alle problematiche di province ed eserciti. Ai consoli venne poi prescritto di reclutare rinforzi, ove fosse necessario. Verso la fine dell'anno, Fulvio fu chiamato a Roma per tenere i comizi centuriati ed eleggere i nuovi consoli per il 210 a.C.. La centuria Voturia dei più giovani, votò per prima ed elesse consoli T. Manlio Torquato e T. Otacilio, che era assente; Manlio Torquato però rifiutò con forza la carica, adducendo motivi salute. In seguito a questo rifiuto si procedette ad una nuova votazione e vennero eletti Marco Claudio Marcello e Marco Valerio Levino.
L'anno successivo il comando gli fu prorogato sempre i Apulia, dove rimase a capo di 2 legioni e 2 alae di alleati. Sfortunatamente fu affrontato e sconfitto da Annibale nella seconda battaglia di Erdonia: lo stesso proconsole perì sul campo di battaglia assieme a dieci tribuni militari.